# Isthmohyla melacaena
Isthmohyla melacaena är en groddjursart som först beskrevs av James R. McCranie och Castañeda 2006.  Isthmohyla melacaena ingår i släktet Isthmohyla och familjen lövgrodor. IUCN kategoriserar arten globalt som nära hotad. Inga underarter finns listade i Catalogue of Life.